# Freiheitspartei (Indonesien)
Die Freiheitspartei (auf indonesisch Partai Merdeka) war eine politische Partei in Indonesien. 
Sie wurde 2002 gegründet. Ihr Schwerpunkt liegt in wirtschaftlichen Themen. Bei der indonesischen Parlamentswahl 2009 erreichte sie lediglich 0,11 % der Wählerstimmen.